# 423 Diotima
423 Diotima este un asteroid din centura principală, descoperit pe 7 decembrie 1896, de Auguste Charlois.